# Третий Двинский собор
Третий Двинский Собор — церковный собор, состоявшийся в 607 году (или 609/610 гг.) в армянском городе Двин.

## Собор
Этот собор (или синод) стал кульминацией серии постхалкидонских дебатов о природе Иисуса Христа.
Раскол внутри Армянской церкви, разразившийся в результате второго Халкидонского католикосата в Армении (591—610), был исправлен, а выводы Халкидонского собора 451 года были недвусмысленно осуждены.

### Раскол
Армянская Православная Церковь пришла к выводу, что как «монофизитство», так и Халкедонское ответвление подлежат осуждению.
Вместо этого церковь решила следовать учению Кирилла Александрийского, который описывал Христа как «существо одной воплощенной природы, в котором божественная и человеческая природа объединены».
Синод рассматривал избрание Католикосом армянина Авраама I из Агбатана. Авраам осудил Халкидонский собор в соответствии с решением Второго Двинского собора.

### Раскол с Грузинской Церковью и ее образование
К концу собора армяне были полностью против христологического определения, данного Халкидонской церковью.
Грузинская Православная Церковь решила присоединиться к Константинополю в поддержке халкидонского определения двойственной природы Христа.
Этот Собор установил четкий раскол между Армянской и Грузинской Церквами.
Хотя с Грузинской церковью возник раскол, Собор привел к устранению внутреннего раскола внутри самой Армянской церкви.
В 648 году был проведен Четвёртый Двинский собор для обсуждения возможного воссоединения с Грузинской церковью, но эта идея была отвергнута.

## Другие элементы Собора
Собор также установил семь канонических законов, касающихся православия епископов. В частности, законы касались отступивших от веры епископов.